# Фонтанеле (Мачерата)
Фонтанеле (итал. Fontanelle) насеље је у Италији у округу Мачерата, региону Марке.
Према процени из 2011. у насељу је живело 37 становника. Насеље се налази на надморској висини од 94 м.